# Fallotaspidoidea
Los falotaspidoideos (fallotaspidoidea) son una superfamilia de trilobites del orden Redlichiida. Vivieron durante el Cámbrico Inferior. Se trata de los trilobites más primitivos, en especial los géneros Eofallotaspis y Profallotaspis, ambos incluidos dentro de la familia Fallotaspididae.

## Morfología
El céfalon tiene una glabela que presenta una forma cilíndrica, y en ocasiones ligeramente cónica. Por lo general, el lóbulo ocular conecta con la parte anterolateral del lóbulo glabelar anterior.
Tanto el tórax como el pigidio tienen las características propias del suborden Olenellina, un tórax espinado y un pigidio con escasos segmentos.